# Antonio Cagnoni
Antonio Cagnoni (Godiasco Salice Terme, 8 febbraio 1828 – Bergamo, 30 aprile 1896) è stato un compositore italiano.
Figlio di Giovanni, medico, e di Serafina Nobili, "donna gentile e colta", conosciuto soprattutto per le opere, i suoi lavori sono caratterizzati dall'uso di leitmotiv e armonie moderatamente dissonanti. Oltre alla musica per le scene, scrisse una piccola quantità di musica sacra, in particolare un Requiem nel 1888. Produsse anche il terzo movimento, Quid sum miser, della Messa per Rossini, un lavoro collettivo realizzato da tredici compositori in onore di Gioacchino Rossini.

## Vita e opere

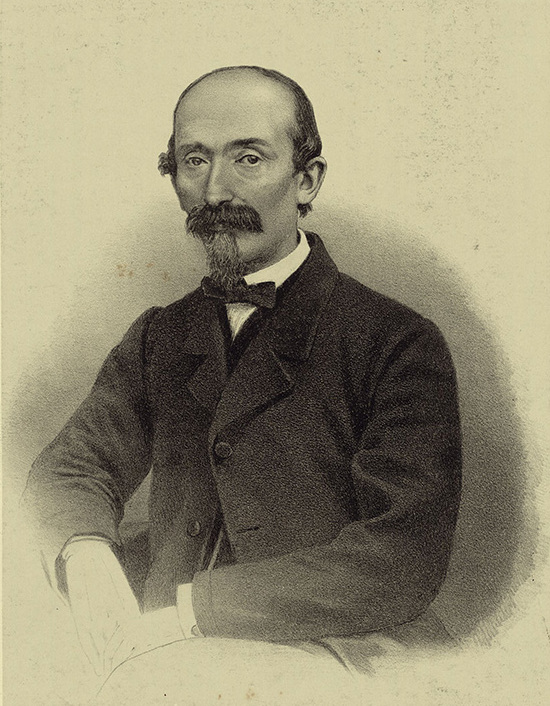
Ritratto di Antonio Cagnoni, compositore (1828-1896).
Archivio Storico Ricordi

Studiò composizione dapprima privatamente a Voghera con Felice Moretti, poi nel marzo 1842 entrò al Conservatorio di Milano, dove ebbe come maestri con Ferrara, Pietro Ray e Felice Frasi. Rivelò doti creative non comuni e nel 1845 debuttò nel teatro del Conservatorio con l'opera Rosalia di San Miniato (1845); l'anno successivo fece rappresentare la scena lirica Tito Vespasiano e l'opera I due Savoiardi, mentre gli amici Pietro Morlacchi e Cesare Confalonieri eseguirono il suo Duetto per flauto, oboe e orchestra per il saggio finale. Il 28 giugno 1847 al Teatro Re andò in scena Don Bucefalo e, anche se l'autore era un giovane studente, venne accolto molto favorevolmente ed ebbe allestimenti in vari teatri, tra cui il Teatro Regio di Parma e il Teatro di San Carlo di Napoli.
Compose successivamente altre 16 opere e un pastiche, ottenendo successi soprattutto con l’opera comica Michele Perrin (1864), che aprì una nuova fase creativa. Si alternarono opere comiche, serie e semiserie con crescenti successi: Claudia (1866), Un capriccio di donna (1870), Papà Martin (1871) e Francesca da Rimini (1878). L'ultima opera, Re Lear, fu completata nel 1895 ma venne rappresentata solo nel 2009 al Festival della Valle d'Itria.
Legato alla moda del suo tempo, amante di trame divertenti e ammiratore della scrittura brillante di Rossini, Cagnoni lasciò un'impronta significativa nel genere comico, accompagnata da vivacità inventiva e freschezza d'ispirazione.
Meno evidente il cammino evolutivo nel genere serio, che vede come unica opera veramente innovativa Claudia (1866), in cui mostra tinte forti e «traduce attraverso una musica ben elaborata e distinta, luoghi, personaggi e scene» (Ghislanzoni). Nelle opere serie successive non conferma però questo slancio verso la tragicità in sintonia con le correnti innovative del melodramma italiano, ma si trattiene rispettando fedelmente la tradizione antica e puntando solo sulla bella melodia e sulla chiarezza e immediatezza delle forme. Anche l'ultima opera Re Lear, pubblicata postuma nel 1900, pur rifacendosi a Shakespeare non riesce a rivelare grande trasporto e partecipazione per la vicenda narrata. 
Oltre che compositore, Cagnoni fu maestro di cappella prima presso la cattedrale di Vigevano, dal 1852 al 1879, e in seguito presso la cattedrale di Novara, dal 1879 al 1888; tale attività determina un ampliamento dei suoi interessi verso la musica sacra. Nel 1888 divenne direttore del Civico Istituto Musicale di Bergamo, conservando questa carica fino alla morte.
La produzione strumentale si riduce ai due Notturni per violoncello e per fagotto e si inserisce nel clima romantico del pezzo caratteristico, dall'intonazione patetica e dall'intento evocativo. L'Andante per quattro voci arpa o pianoforte risale agli anni della maturità e rivela una scrittura armonica piuttosto audace. Ancora legato a schemi romantici è il ricco repertorio vocale da camera che si svolge su testi idillici elegiaci esposti con un linguaggio fresco e immediato, pur non mancando qua e là di enfasi. 

## Composizioni

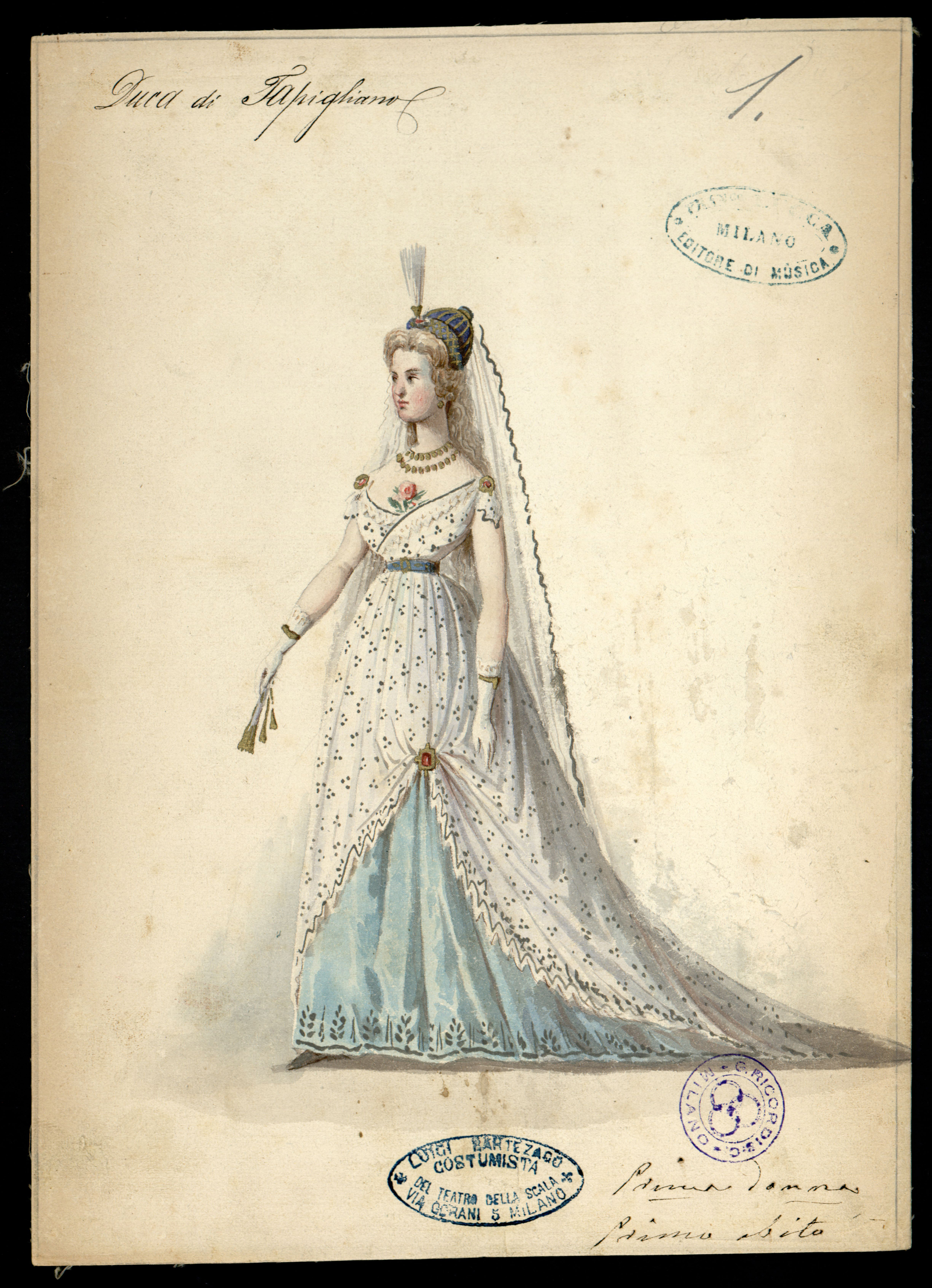
Luisa, figurino per Il duca di Tapigliano (1874).
Archivio Storico Ricordi

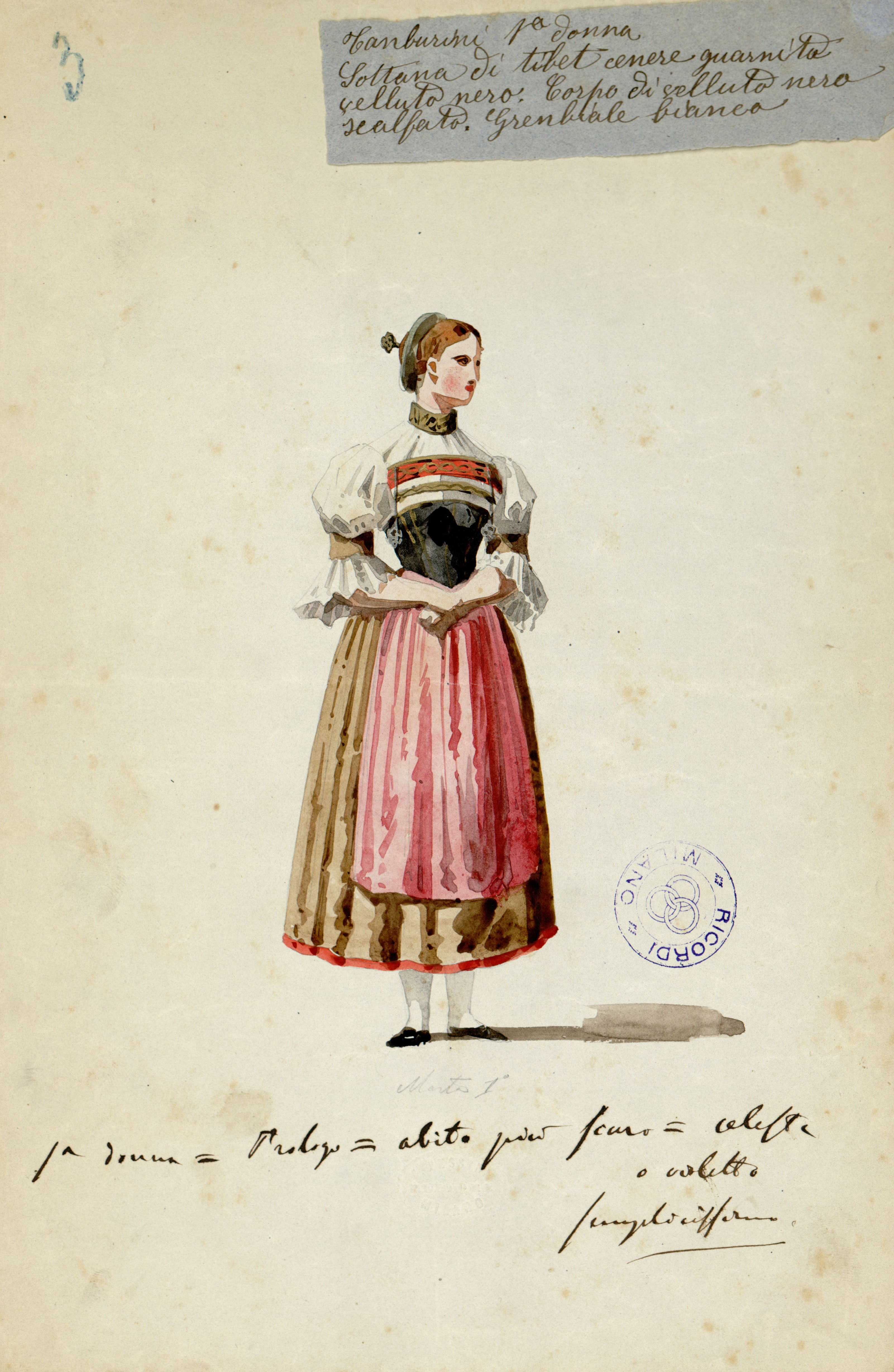
Marta (soprano), figurino per Un capriccio di donna prologo (1870).
Archivio Storico Ricordi

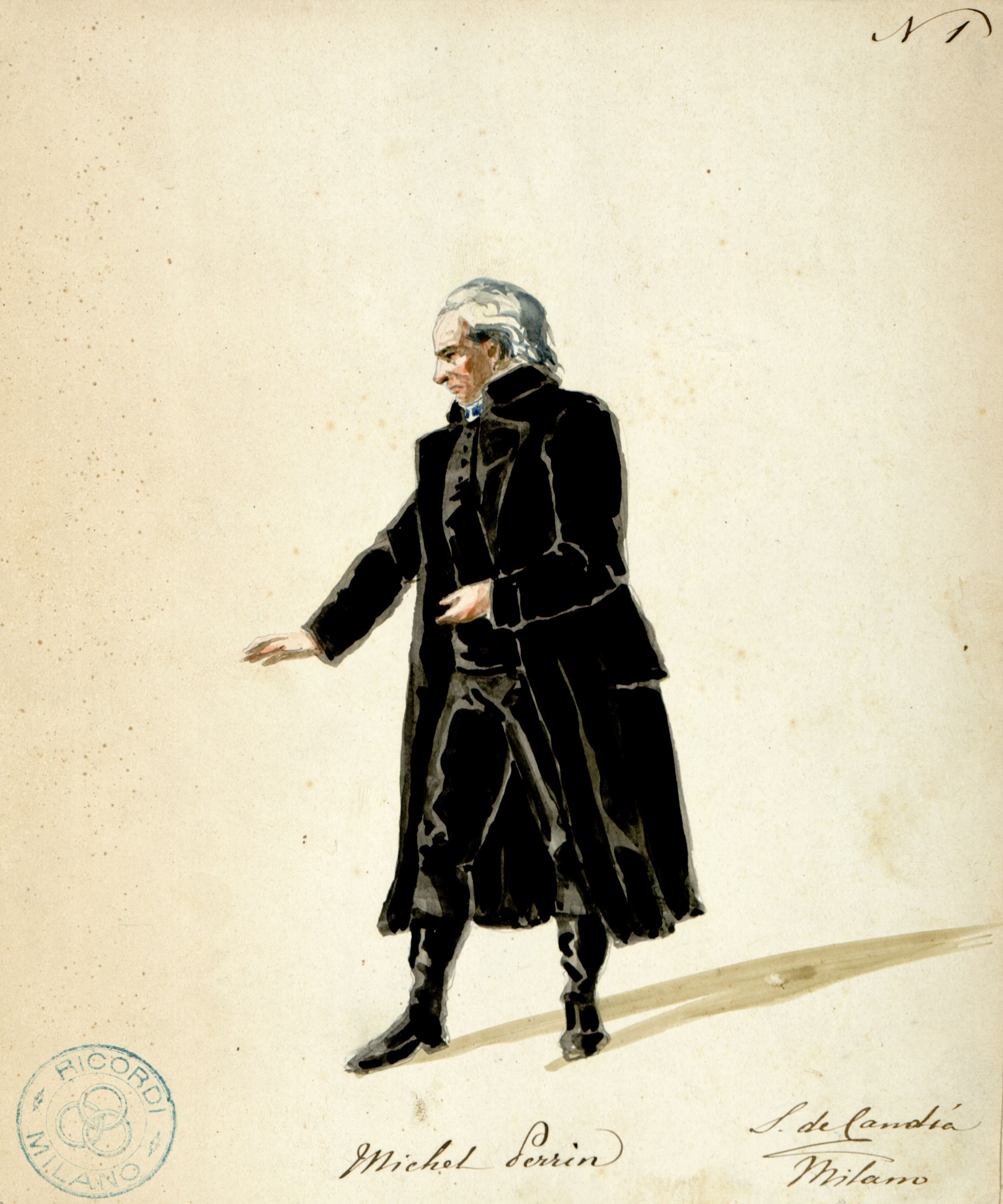
Michele Perrin, figurino per Michele Perrin (1864).
Archivio Storico Ricordi

- Rosalia di San Miniato (melodramma semiserio in 2 atti, libretto di Callisto Bassi, 28 febbraio 1845, Conservatorio di Milano)
- I due savoiardi (melodramma semiserio in 2 atti, libretto di Leopoldo Tarantini, 15 giugno 1846, Conservatorio di Milano)
- Don Bucefalo (melodramma semiserio in 3 atti, libretto di Callisto Bassi, 28 giugno 1847, Conservatorio di Milano)
- Il testamento di Figaro (melodramma comico in 2 atti, libretto di Callisto Bassi, 26 febbraio 1848, Milano, Teatro Re)
- Amori e trappole (melodramma giocoso in 3 atti, libretto di Felice Romani, 27 aprile 1850, Genova, Teatro Carlo Felice)
- Il sindaco babbeo (opera comica in 3 atti, libretto di Giorgio Giachetti, 3 marzo 1851, Milano, Teatro di Santa Radegonda)
- La valle d'Andorra (melodramma semiserio in 2 atti, libretto di Giorgio Giachetti, 7 giugno 1851, Milano, Teatro della Cannobiana)
- Giralda (melodramma giocoso in 3 atti, libretto di Giorgio Giachetti e Raffaele Berninzone, 8 maggio 1852, Milano, Teatro di Santa Radegonda)
- La fioraia (melodramma giocoso in 3 atti, libretto di Giorgio Giachetti, 24 novembre 1853, Torino, Teatro Nazionale)
- La figlia di Don Liborio (opera buffa in 3 atti, libretto di Francesco Guidi, 18 ottobre 1856, Genova, Teatro Carlo Felice)
- Il vecchio della montagna ossia L'emiro (tragedia lirica in 4 atti, libretto di Francesco Guidi, 5 settembre 1860, Torino, Teatro Carignano con Antonio Prudenza ed Antonio Cotogni)
- Michele Perrin (opera comica in 3 atti, libretto di Marco Marcelliano Marcello, 7 maggio 1864, Milano, Teatro di Santa Radegonda)
- Claudia (dramma lirico in 4 atti, libretto di Marco Marcelliano Marcello, 20 maggio 1866, Milano, Teatro della Cannobiana)
- La tombola (commedia lirica in 3 atti, libretto di Francesco Maria Piave, 18 gennaio 1867, Roma, Torre Argentina)
- La vergine di Kermo (melodramma romantico in 3 atti, pastiche con musiche anche di Carlo Pedrotti, Federico Ricci, Amilcare Ponchielli, Giovanni Pacini, Lauro Rossi, e Alberto Mazzucato, libretto di Francesco Guidi, 16 febbraio 1870, Cremona, Teatro Concordia)
- Un capriccio di donna (melodramma serio in 1 prologo e 3 atti, libretto di Antonio Ghislanzoni, 10 marzo 1870, Genova, Teatro Carlo Felice)
- Papà Martin (opera semiseria in 3 atti, libretto di Antonio Ghislanzoni, 4 marzo 1871, Genova, Teatro Politeama Tivoli)
- Il duca di Tapigliano (opera comica in 1 prologo e 2 atti, libretto di Antonio Ghislanzoni, 10 ottobre 1874, Lecco, Teatro Sociale)
- Francesca da Rimini (tragedia lirica in 4 atti, libretto di Antonio Ghislanzoni, 19 febbraio 1878, Torino, Teatro Regio diretta da Carlo Pedrotti)
- Re Lear (tragedia lirica in 4 atti, libretto di Antonio Ghislanzoni, 19 luglio 2009, Martina Franca, Festival della Valle d'Itria)[3]
- La zingarella (composizione da camera per canto e voce, su testo di M. M. Marcello)